# Jürgen Brinkmann
Jürgen Brinkmann (* 28. Januar 1934 in Berlin; † 5. Juni 1997 in Leipzig) war ein deutscher Schriftsteller, der auch unter den Pseudonymen Paul Evertier und Arne Sjöberg schrieb.

## Leben
Jürgen Brinkmann arbeitete nach dem Zweiten Weltkrieg als Industriearbeiter in der Bundesrepublik. Nach seinem Wechsel in die DDR absolvierte er von 1954 bis 1957 eine Ausbildung an der Fachschule für Bibliothekare in Leipzig. Anschließend war er als Bibliothekar in Stendal und Leipzig tätig. Ab 1966 war er freier Schriftsteller, daneben wirkte er als 
Lektor im Leipziger Paul-List-Verlag. Er verpflichtete sich 1972 schriftlich zur Zusammenarbeit mit dem Ministerium für Staatssicherheit und wurde bis 1987 als GMS "Brauer" geführt.
Jürgen Brinkmann wurde bekannt durch seinen ersten, stark autobiografisch gefärbten Roman Frank Mellenthin. Unter dem Namen Paul Evertier veröffentlichte er eine Reihe von Kriminalromanen und unter dem Pseudonym Arne Sjöberg zwei Science-Fiction-Romane. 1973 wurde er mit dem Kunstpreis der Stadt Leipzig ausgezeichnet.

## Werke
- Frank Mellenthin, Leipzig 1965
- Monsieur bleibt im Schatten, Berlin 1971 (unter dem Namen Paul Evertier, zusammen mit Werner Schmoll unter dessen Pseudonym Jean Taureau)
- Augen, um zu sehen, Leipzig 1973
- Von Tag und Stunde, Leipzig 1975
- Alle Zeit, die ich habe, Berlin 1976
- Die sanfte Falle, Berlin 1979 (unter dem Namen Paul Evertier)
- Die stummen Götter, Berlin 1978 (unter dem Namen Arne Sjöberg)
- Der Pe-Wi kommt durch die Welt, Berlin 1982
- Andromeda, Berlin 1983 (unter dem Namen Arne Sjöberg)
- Man stirbt nicht ungefragt, Berlin 1984 (unter dem Namen Paul Evertier)